# Lasha Dvali
Lasha Dvali (en georgiano: ლაშა დვალი; Tiflis, Georgia, 14 de mayo de 1995) es un futbolista georgiano. Juega como defensa y su equipo es el APOEL de Nicosia de la Primera División de Chipre.

## Selección nacional

### Participaciones en Liga de Naciones
| Torneo                              | Categoría | Sede   | Resultado    | Partidos | Goles |
| ----------------------------------- | --------- | ------ | ------------ | -------- | ----- |
| Liga de Naciones de la UEFA 2018-19 | Absoluta  | Europa | Ascenso      | 2        | 0     |
| Liga de Naciones de la UEFA 2020-21 | Absoluta  | Europa | Primera fase | 1        | 0     |
| Liga de Naciones de la UEFA 2022-23 | Absoluta  | Europa | Ascenso      | 1        | 0     |

### Participaciones en Eurocopas
| Copa          | Sede     | Resultado        | Partidos | Goles |
| ------------- | -------- | ---------------- | -------- | ----- |
| Eurocopa 2024 | Alemania | Octavos de final | 4        | 0     |

## Estadísticas

### Clubes
Actualizado al último partido jugado el 27 de mayo de 2023.
| Skonto Riga FC Letonia | 1.ª           | 2013          | 3   | 0  | —  | — | 2  | 0 | 5   | 0  | 0    |
| Skonto Riga FC Letonia | 1.ª           | 2014          | 32  | 3  | 4  | 0 | —  | — | 36  | 3  | 0.08 |
| Skonto Riga FC Letonia | Total         | Total         | 35  | 3  | 4  | 0 | 2  | 0 | 41  | 3  | 0.07 |
| Kasımpaşa S. K. Turquía | 1.ª           | 2014-15       | 10  | 0  | —  | — | —  | — | 10  | 0  | 0    |
| Kasımpaşa S. K. Turquía | Total club    | Total club    | 10  | 0  | 0  | 0 | 0  | 0 | 10  | 0  | 0    |
| MSV Duisburgo · Alemania | 2.ª           | 2015-16       | 1   | 0  | —  | — | —  | — | 1   | 0  | 0    |
| MSV Duisburgo · Alemania | Total club    | Total club    | 1   | 0  | 0  | 0 | 0  | 0 | 1   | 0  | 0    |
| Śląsk Wrocław · Polonia | 1.ª           | 2015-16       | 15  | 1  | —  | — | —  | — | 15  | 1  | 0.07 |
| Śląsk Wrocław · Polonia | 1.ª           | 2016-17       | 19  | 1  | 2  | 0 | —  | — | 21  | 1  | 0.05 |
| Śląsk Wrocław · Polonia | Total club    | Total club    | 34  | 2  | 2  | 0 | 0  | 0 | 36  | 2  | 0.06 |
| FC Irtysh Pavlodar · Kazajistán | 1.ª           | 2017          | 16  | 0  | 1  | 0 | —  | — | 17  | 0  | 0    |
| FC Irtysh Pavlodar · Kazajistán | Total club    | Total club    | 16  | 0  | 1  | 0 | 0  | 0 | 17  | 0  | 0    |
| Pogoń Szczecin · Polonia | 1.ª           | 2017-18       | 33  | 2  | 2  | 0 | —  | — | 35  | 2  | 0.06 |
| Pogoń Szczecin · Polonia | 1.ª           | 2018-19       | 13  | 1  | 1  | 0 | —  | — | 14  | 1  | 0.07 |
| Pogoń Szczecin · Polonia | Total club    | Total club    | 46  | 3  | 3  | 0 | 0  | 0 | 49  | 3  | 0.06 |
| Ferencvárosi · Hungría | 1.ª           | 2018-19       | 12  | 2  | 4  | 0 | —  | — | 16  | 2  | 0.13 |
| Ferencvárosi · Hungría | 1.ª           | 2019-20       | 3   | 0  | —  | — | 10 | 0 | 13  | 0  | 0    |
| Ferencvárosi · Hungría | 1.ª           | 2020-21       | 21  | 0  | —  | — | 6  | 0 | 27  | 0  | 0    |
| Ferencvárosi · Hungría | 1.ª           | 2021-22       | 4   | 0  | —  | — | 1  | 0 | 5   | 0  | 0    |
| Ferencvárosi · Hungría | Total club    | Total club    | 40  | 2  | 4  | 0 | 17 | 0 | 61  | 2  | 0.04 |
| APOEL de Nicosia Chipre | 1.ª           | 2022-23       | 25  | 4  | 3  | 0 | —  | — | 28  | 4  | 0.14 |
| APOEL de Nicosia Chipre | 1.ª           | 2023-24       | 19  | 3  | 1  | 0 | 6  | 1 | 26  | 4  | 0.15 |
| APOEL de Nicosia Chipre | Total club    | Total club    | 44  | 7  | 4  | 0 | 6  | 1 | 54  | 8  | 0.15 |
| Total carrera | Total carrera | Total carrera | 226 | 17 | 18 | 0 | 25 | 1 | 243 | 18 | 0.07 |
| (1) Incluye datos de Copa de Letonia, Copa de Polonia, Copa de Kazajistán, Copa de Hungría y Copa de Chipre. (2) Incluye datos de Liga Europa de la UEFA y Liga de Campeones de la UEFA. (3) No incluye goles en partidos amistosos. |               |               |     |    |    |   |    |   |     |    |      |

### Selección de Georgia
Actualizado al último partido jugado el 12 de junio de 2022.
| Selección        | Año   | Eliminatorias | Eliminatorias | Eliminatorias | Continental | Continental | Continental | Mundial | Mundial | Mundial | Amistosos | Amistosos | Amistosos | Total | Total | Total  | Media goleadora |
| Selección        | Año   | Part.         | Goles         | Asist.        | Part.       | Goles       | Asist.      | Part.   | Goles   | Asist.  | Part.     | Goles     | Asist.    | Part. | Goles | Asist. | Media goleadora |
| ---------------- | ----- | ------------- | ------------- | ------------- | ----------- | ----------- | ----------- | ------- | ------- | ------- | --------- | --------- | --------- | ----- | ----- | ------ | --------------- |
| Absoluta Georgia |       |               |               |               |             |             |             |         |         |         |           |           |           |       |       |        |                 |
| 2015             | —     | —             | —             | 2             | 0           | 0           | —           | —       | —       | 1       | 0         | 0         | 3         | 0     | 0     | 0      |                 |
| 2016             | —     | —             | —             | —             | —           | —           | —           | —       | —       | 2       | 0         | 0         | 2         | 0     | 0     | 0      |                 |
| 2017             | —     | —             | —             | —             | —           | —           | —           | —       | —       | 1       | 1         | 0         | 1         | 1     | 0     | 1      |                 |
| 2018             | —     | —             | —             | 2             | 0           | 0           | —           | —       | —       | 4       | 0         | 0         | 6         | 0     | 0     | 0      |                 |
| 2019             | —     | —             | —             | 1             | 0           | 0           | —           | —       | —       | —       | —         | —         | 1         | 0     | 0     | 0      |                 |
| 2020             | —     | —             | —             | 3             | 0           | 0           | —           | —       | —       | —       | —         | —         | 3         | 0     | 0     | 0      |                 |
| 2021             | —     | —             | —             | 5             | 0           | 0           | —           | —       | —       | 1       | 0         | 0         | 6         | 0     | 0     | 0      |                 |
| 2022             | —     | —             | —             | 1             | 0           | 0           | —           | —       | —       | 2       | 0         | 0         | 3         | 0     | 0     | 0      |                 |
| Total            | 0     | 0             | 0             | 14            | 0           | 0           | 0           | 0       | 0       | 11      | 1         | 0         | 25        | 1     | 0     | 0,04   |                 |
| Total            | Total | 0             | 0             | 0             | 14          | 0           | 0           | 0       | 0       | 0       | 11        | 1         | 0         | 25    | 1     | 0      | 0,04            |
| 1. 2.            |       |               |               |               |             |             |             |         |         |         |           |           |           |       |       |        |                 |

## Palmarés

### Títulos nacionales
| Título                     | Club               | País    | Año  |
| -------------------------- | ------------------ | ------- | ---- |
| Nemzeti Bajnokság I        | Ferencvárosi T. C. | Hungría | 2019 |
| Nemzeti Bajnokság I        | Ferencvárosi T. C. | Hungría | 2020 |
| Nemzeti Bajnokság I        | Ferencvárosi T. C. | Hungría | 2021 |
| Nemzeti Bajnokság I        | Ferencvárosi T. C. | Hungría | 2022 |
| Copa de Hungría            | Ferencvárosi T. C. | Hungría | 2022 |
| Primera División de Chipre | APOEL de Nicosia   | Chipre  | 2024 |
| Supercopa de Chipre        | APOEL de Nicosia   | Chipre  | 2024 |